# Olst-Wijhe
Olst-Wijhe – gmina w północnej Holandii, w prowincji Overijssel.

## Miejscowości
Olst, Wijhe, Boerhaar, Boskamp, Den Nul, Welsum, Wesepe.